# Marktplatz 1 (Bad Camberg)

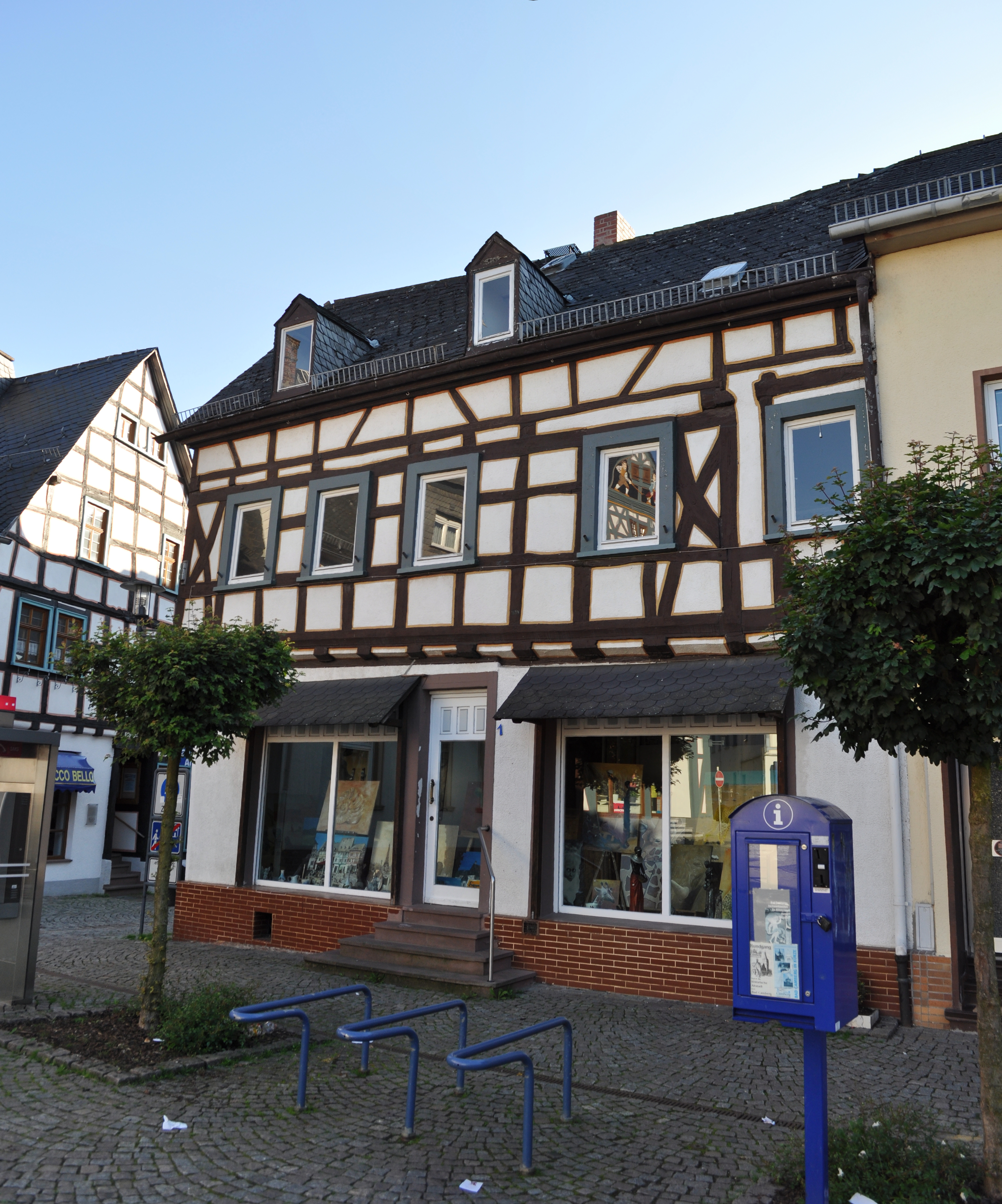
Gebäude Marktplatz 1 in Bad Camberg

Das Gebäude Marktplatz 1 in Bad Camberg, einer Stadt im Süden des mittelhessischen Landkreises Limburg-Weilburg, wurde zwischen 1460 und 1470 errichtet. Das Wohn- und Geschäftshaus an der Ecke zur Strackgasse ist ein geschütztes Kulturdenkmal.
Das Gebäude ist das älteste Fachwerkhaus im Landkreis Limburg-Weilburg außerhalb der Stadt Limburg.
Der Bau wurde später aufgedrempelt und nach rechts erweitert. Das Obergeschoss hat ein inneres Mittellängsgerüst mit angeblatteten Kopfbändern und über die Wände geblattete Riegel sowie ein spätgotisches Kehlprofil.
Das Erdgeschoss wurde im 20. Jahrhundert massiv verändert.